# 이석현 (1951년)
이석현(李錫玄, 1951년 3월 16일~)은 대한민국의 정치인이다. 국회부의장 등을 지낸 전직 6선 국회의원이다.
서울대학교 재학 당시 교련반대와 징집거부로 인하여 기소되었다. 김대중의 비서로 정계에 입문했으며, 그 후 평화민주당, 민주당, 새정치국민회의, 열린우리당, 대통합민주신당, 통합민주당 등을 거쳤다. 경기도 안양시 동안구 갑(그의 전직 지역구)에 지역구를 둔 6선 국회의원이었다.

## 학력
- 1963년 이리북일국민학교 졸업
- 1966년 이리동중학교 졸업
- 1969년 남성고등학교 졸업
- 1978년 서울대학교 법과대학 법학 학사
- 2003년 고려대학교 대학원 경제학 석사
- 2023년 한국항공대학교 대학원 법학 박사

## 경력
- 반독재 저하신문 횃불 발행인 겸 편집인
- 전국가톨릭학생총연합회 회장 대행
- 민주화추진협의회 창설기획위원
- 신한민주당 창당준비위원회 정책위원
- 김대중 선생 국회담당비서
- 통일민주당 창당준비위원회 실무위원
- 통일민주당 직선제개헌안특별위원회 전문위원
- 제13대 대통령 선거 평화민주당 김대중 대통령 후보 선거대책본부 정책담당비서
- 평화민주당 경기도 지부 안양시 을 지구당위원장
- 평화민주당 부대변인
- 신민주연합당 경기도 지부 안양시 을 지구당위원장
- 민주당 정책위원회 위원
- 민주당 경기도 지부 안양시 을 지구당위원장
- 1992년 3월 26일: 대한민국 제14대 국회의원 선거(경기 안양시 을, 민주당, 초선)
- 개혁정치모임 운영위원
- 환경운동연합 국정정책위원
- 1996년 4월 11일: 대한민국 제15대 국회의원 선거 당선(경기 안양시 동안구 을, 새정치국민회의, 재선)
- 새정치국민회의 경기도 지부 안양시 동안구 을 지구당위원장
- 새정치국민회의 제3정책조정위원장
- 새천년민주당 제2정책조정위원장
- 새천년민주당 경기도 지부 안양시 동안구 지구당위원장
- 국회개혁모임 감사
- 2001년 5월~2003년 11월 : 환경관리공단 이사장
- 열린우리당 중앙위원
- 열린우리당 수도권대책특별위원장
- 2004년 4월 15일: 대한민국 제17대 국회의원 선거 당선(경기 안양시 동안구 갑, 열린우리당, 3선)
- 2008년 4월 9일: 대한민국 제18대 국회의원 선거 당선(경기 안양시 동안구 갑, 통합민주당, 4선)
- 민주당 경기도당 안양시 동안구 갑 지역위원회 위원장
- 민주당 정치개혁특별위원장
- 민주통합당 경기도당 안양시 동안구 갑 지역위원회 위원장
- 2012년 4월 11일: 대한민국 제19대 국회의원 선거 당선(경기 안양시 동안구 갑, 민주통합당, 5선)
- 민주당 전당대회 의장
- 민주당 경기도당 안양시 동안구 갑 지역위원회 위원장
- 새정치민주연합 경기도당 안양시 동안구 갑 지역위원회 위원장
- 더불어민주당 경기도당 안양시 동안구 갑 지역위원회 위원장
- 2016년 4월 13일: 대한민국 제20대 국회의원 선거 당선(경기 안양시 동안구 갑, 더불어민주당, 6선)
- 2017년 4월~2017년 5월 : 제19대 대통령 선거 더불어민주당 문재인 대통령 후보 국민주권공동선거대책위원회 국민참여본부 본부장
- 2021년 9월~2022년 8월: 제19대 민주평화통일자문회의 수석부의장
- 사단법인 민주화추진협의회 공동회장
- 더불어민주당 한반도경제통일특별위원장
- 더불어민주당 중앙위원회 의장
- 더불어민주당 중앙당 후원회장
- 더불어민주당 일반고문
- 새로운미래 창당추진위원장
- 개혁신당 고문
- 새로운미래 고문
- 강북공익감시시민연대 고문
- 2024년 3월~2024년 4월: 제22대 국회의원 선거 새로운미래 선거대책위원회 상임고문
- 2024년 4월~2024년 7월: 새로운미래 비상대책위원장
- 2024년 9월~2025년 5월: 새미래민주당 상임고문

## 의정 활동
- 1992년 5월 30일 ~ 1996년 5월 29일 : 제14대 국회의원(경기 안양시 을, 민주당→무소속→새정치국민회의, 초선)
  - 1992년 6월 ~ 1994년 5월: 제14대 국회 전반기 건설위원회 위원
  - 1994년 6월 ~ 1996년 5월: 제14대 국회 후반기 교통위원회 위원
- 1996년 5월 30일 ~ 2000년 5월 29일 : 제15대 국회의원(경기 안양시 동안구 을, 새정치국민회의→무소속→새정치국민회의→새천년민주당, 재선)
  - 1996년 6월 ~ 1998년 5월: 제15대 국회 전반기 행정위원회 위원
  - 1998년 8월 ~ 2000년 5월 : 제15대 국회 후반기 정무위원회 위원
- 2004년 5월 30일 ~ 2008년 5월 29일 : 제17대 국회의원(경기 안양시 동안구 갑, 열린우리당→대통합민주신당→통합민주당, 3선)
  - 2004년 7월 ~ 2006년 6월 : 제17대 국회 전반기 보건복지위원회 위원장
  - 2005년 11월 ~ 2006년 2월 : 제17대 국회 국민연금제도개선특별위원회 위원장
  - 2006년 6월 ~ 2008년 5월 : 제17대 국회 후반기 과학기술정보통신위원회 위원
- 2008년 5월 30일 ~ 2012년 5월 29일 : 제18대 국회의원(경기 안양시 동안구 갑, 통합민주당→민주당→민주통합당, 4선)
  - 2008년 7월 ~ 2010년 6월 : 제18대 국회 전반기 정무위원회 위원
  - 2008년 7월 ~ 2008년 10월 : 제18대 국회 공기업관련대책특별위원회 위원장
  - 2008년 10월 ~ 2009년 8월 : 제18대 국회 저출산고령화대책특별위원회 위원장
  - 2010년 6월 ~ 2012년 5월 : 제18대 국회 후반기 행정안전위원회 위원
  - 2011년 3월 ~ 2011년 12월 : 제18대 국회 연금제도개선특별위원회 위원장
- 2012년 5월 30일 ~ 2016년 5월 29일 : 제19대 국회의원(경기 안양시 동안구 갑, 민주통합당→민주당→새정치민주연합→더불어민주당, 5선)
  - 2012년 7월 ~ 2014년 5월 : 제19대 국회 전반기 국방위원회 위원
  - 2014년 5월 ~ 2016년 5월 : 제19대 국회 후반기 부의장
  - 2014년 6월 ~ 2016년 5월 : 제19대 국회 후반기 환경노동위원회 위원
- 2016년 5월 30일 ~ 2020년 5월 29일 : 제20대 국회의원(경기 안양시 동안구 갑, 더불어민주당, 6선)
  - 2016년 6월 ~ 2018년 5월 : 제20대 국회 전반기 외교통일위원회 위원
  - 2018년 7월 ~ 2020년 5월 : 제20대 국회 후반기 외교통일위원회 위원

## 수상
- 2013년 대한민국 우수국회의원 대상 특별대상
- 2014년 자랑스런 대한국민 대상 국회의정 대상
- 2015년 제17회 백봉신사상
- 2015년 제24회 대한민국 무궁화대상 정치부문
- 2015년 대한민국 모범국회의원대상 특별대상
- 2015년 제3회 국회의원 아름다운 말 선플상
- 2016년 제18회 백봉신사상

## 이슈

### 국무총리실의 민간인 사찰 사건
청와대가 직접 국무총리실 산하 공직윤리지원관에 불법 대포폰을 제공해 민간기업과 민간인을 사찰한 사건이다. 이 사건에서 이석현의원은 내부고발자로부터 상당수의 자료를 제공받아 발표함으로써 2008년부터 청와대의 허가아래 민간사찰을 불법적으로 시행해왔던 사실이 드러났다.

## 논란

### 1997년 남조선 병기 명함 사건
1997년 15대 의원 시절 이석현은 미국 방문중 국호를 '南朝鮮'(남조선)이라고 병기한 명함을 사용했다가 물의를 빚기도 했다. 이석현은 국제화 시대에 맞춰 7대 국어로 `국제명함'을 만들어 외국에서 사용한 것이며 `南朝鮮'이라는 표기는 중국인들을 위한 것"이라고 밝히고 "이를 문제삼은 신한국당의 주장은 참으로 유치하고 우스꽝스러운 억지"라고 반박했다.
결국 이석현 의원은 국민회의를 탈당하는 사련을 겪기도 하였다. 김대중이 대통령에 당선되자 다시 국민회의에 복당했다. 이 사건은 당시 미국에 파견된 안기부 직원들이 이석현의원의 남조선 명함을 입수하여 이를 정치권에 흘려 북풍논란을 일으킨 사건이었다.

### 2009년 떡볶이집 사건
2009년 6월 민주당 의원 총회에서 이석현 의원이 대통령의 떡볶이집 행보를 두고"대통령에게 공개적으로 경고한다. '떡볶이집에 가지 마십시오. 손님 떨어집니다. 아이들 들어 올리지 마십시오. 애들 경기합니다"라고 말했다 한 인터넷 매체는 이 의원이 "대통령이 간 그 떡볶이집은 망할 것이라고 말했다"고 주장하면서 이는 서민을 저주한 것이라고 전했고, 한나라당 대변인은 논평을 내고 "이 의원이 어제도 막가파식 발언을 했다. 서민들에게 못 살라고 저주를 퍼부었다"며 사죄를 촉구하고 나섰다. 그러나 이 의원은 "떡볶이집 망한다고 말한 일이 없다"고 발끈하면서 "안한 말을 지어내 민주당과 서민을 이간질하려고 하지 말고, 한나라당은 부자 위주의 반서민 정책을 수정해야 한다"고 말했다. 그 후 이석현 의원은 “민주당 차원에서 해당 매체를 명예훼손으로 고소하는 방안을 검토하고 있다”고 말했다.
그러나 해당 떡볶이집에서는 "손님 떨어진다"는 발언이 "망할 것이다"는 발언과 별반 차이가 없는 것이라며 불쾌감을 드러냈다.

## 역대 선거 결과
|  | 21.76% |

|  | 36.74% |

|  | 42.34% |

|  | 48.43% |

|  | 51.56% |

|  | 47.87% |

|  | 54.86% |

|  | 50.06% |

|  | 5.54% |

## 소속 정당
| 소속 정당 | 소속 정당      | 소속 기간 | 비고           |
| --------- | -------------- | --------- | -------------- |
|           | 신한민주당     | 1985~1987 | 창당 정계 입문 |
|           | 무소속         | 1987      | 탈당           |
|           | 통일민주당     | 1987      | 창당           |
|           | 무소속         | 1987      | 탈당           |
|           | 평화민주당     | 1987~1991 | 창당           |
|           | 신민주연합당   | 1991      | 당명 변경      |
|           | 민주당         | 1991~1995 | 합당           |
|           | 무소속         | 1995      | 탈당           |
|           | 새정치국민회의 | 1995~2000 | 창당           |
|           | 새천년민주당   | 2000~2004 | 합당           |
|           | 무소속         | 2004      | 탈당           |
|           | 열린우리당     | 2004~2007 | 입당           |
|           | 대통합민주신당 | 2007~2008 | 합당           |
|           | 통합민주당     | 2008      | 합당           |
|           | 민주당         | 2008~2011 | 당명 변경      |
|           | 민주통합당     | 2011~2013 | 합당           |
|           | 민주당         | 2013~2014 | 당명 변경      |
|           | 새정치민주연합 | 2014~2015 | 합당           |
|           | 더불어민주당   | 2015~2023 | 당명 변경      |
|           | 무소속         | 2023~2024 | 합당           |
|           | 새로운미래     | 2024      | 창당준비위원회 |
|           | 개혁신당       | 2024      | 입당           |
|           | 무소속         | 2024      | 탈당           |
|           | 새로운미래     | 2024      | 창당           |
|           | 새미래민주당   | 2024~2025 | 당명 변경      |
|           | 무소속         | 2025~현재 | 탈당           |

## 같이 보기
- 대한민국의 국회부의장
- 민주평화통일자문회의 수석부의장
- 안양시의 국회의원
- 안양시 동안구의 국회의원
- 안양시 을
- 안양시 동안구 갑
- 안양시 동안구 을 (1996년 선거구)